# 2014 en sport automobile
Chronologie du Sport automobile
2013 en sport automobile - 2014 en sport automobile - 2015 en sport automobile

## Faits marquants de l'année2014ensport automobile
- L'année 2014 marque le début du Championnat de Formule E FIA, le premier championnat labellisé FIA dont les voitures sont uniquement propulsées par un moteur électrique[1].
- L'unification des championnats American Le Mans Series et Rolex Sports Car Series donne naissance à un nouveau championnat : l'United SportsCar Championship[2].
- Le Championnat du monde de rallycross est une nouvelle compétition labellisée FIA créée en 2014.

## Par mois

### Janvier
- 10 au 11 janvier ; les frères Ineichen, dirigeants de l'entreprise de distribution suisse Otto's, remportent les 24 Heures de Dubaï associés à Marcel Matter, Adrian Amstutz et Christian Engelhart.
- 16 au 18 janvier ; WRC : Sébastien Ogier et Julien Ingrassia remportent le Rallye Monte-Carlo 2014
- 25 au 26 janvier ; TUSCC : Action Express Racing remporte  les 24 Heures de Daytona, la première épreuve du nouveau championnat United SportsCar Championship, avec les pilotes João Barbosa, Christian Fittipaldi et Sébastien Bourdais sur une Coyote Corvette DP

### Février
- 6 au 8 février ; WRC : Jari-Matti Latvala et Miikka Anttila remportent le Rallye de Suède 2014
- 9 février ; Peter Edwards, John Bowe (en), Mika Salo et Craig Lowndes remportent les 12 Heures de Bathurst

### Mars
- 7 au 9 mars ; WRC : Sébastien Ogier et Julien Ingrassia remportent le Rallye du Mexique 2014
- 15 mars ; TUSCC : Scott Pruett, Memo Rojas et Marino Franchitti remportent les Mobil 1 12 Hours of Sebring 2014
- 16 mars ; Formule 1 : Nico Rosberg est le premier vainqueur de la saison au Grand Prix automobile d'Australie 2014
- 30 mars ; Formule 1 : Lewis Hamilton conforte le bon début de saison de l'écurie Mercedes en remportant le Grand Prix automobile de Malaisie 2014

### Avril
- 4 au 6 avril ; WRC : Sébastien Ogier et Julien Ingrassia remportent le Rallye du Portugal 2014
- 6 avril ; Formule 1 : Lewis Hamilton remporte le Grand Prix automobile de Bahreïn 2014 et l'écurie Mercedes réalise le deuxième doublé d'affilée.
- 12 avril ; TUSCC : Scott Pruett et Memo Rojas remportent le Grand Prix de Long Beach 2014
- 13 avril ; WTCC : José María López et Sébastien Loeb donnent à l'écurie Citroën Total WTCC ses deux premières victoires lors de la Race of Morocco 2014
- 20 avril ; Formule 1 : Lewis Hamilton remporte sa troisième victoire lors du Grand Prix automobile de Chine 2014
  - WTCC : Yvan Muller et José María López confirme le bon début de saison de l'écurie Citroën Total WTCC en remportant les deux courses de la Race of France 2014
  - WEC : Toyota Racing remporte les 6 Heures de Silverstone 2014, première épreuve de la saison, avec les pilotes Sébastien Buemi, Anthony Davidson et Nicolas Lapierre.

### Mai
- 3 mai ; WEC : 6 Heures de Spa 2014
- 4 mai ; WTCC : Race of Hungary 2014
  - TUSCC : Continental Tire Sports Car Festival 2014
- 9 au 11 mai ; WRC : Jari-Matti Latvala et Miikka Anttila remportent le Rallye d'Argentine 2014
- 11 mai :
  - Formule 1 : Le Brithanique Lewis Hamilton remporte le Grand Prix d'Espagne 2014 devant l'allemand Nico Rosberg 2e et Daniel Ricciardo 3e.
  - Formule 3 Le suédois Felix Rosenqvist remporte le Grand Prix automobile de Pau 2014.
  - WTCC : Race of Slovakia 2014
- 25 mai :
  - Formule 1 l'allemand Nico Rosberg remporte le Grand Prix de Monaco 2014 devant le Britannique Lewis Hamilton 2e et l'australien Daniel Ricciardo 3e.
  - WTCC : Race of Austria 2014
  - l'américain Ryan Hunter-Reay remporte les 500 miles d'Indianapolis 2014.
- 30 au 1er juin ; WRC : Sébastien Ogier et Julien Ingrassia remportent le Rallye de Sardaigne 2014
- 31 mai ; TUSCC : Belle-Isle 2014

### Juin
- 7 juin ; TUSCC : Kansas Speedway 2014
- 8 juin ; Formule 1 : Grand Prix automobile du Canada 2014 remporté par Daniel Ricciardo
  - WTCC : Race of Russia 2014
- 14 au 15 juin ; WEC : 24 Heures du Mans 2014
- 22 juin ; Formule 1 : Grand Prix automobile d'Autriche 2014 remporté par  Nico Rosberg

- - WTCC : Race of Belgium 2014
- 27 au 29 juin ; WRC : Sébastien Ogier et Julien Ingrassia remportent le Rallye de Pologne 2014
- 29 juin ; TUSCC : Sahlen's Six Hours of The Glen 2014

### Juillet
- 6 juillet ; Formule 1 : Grand Prix automobile de Grande-Bretagne 2014
- 13 juillet ; TUSCC : Grand Prix of Mosport 2014
- 20 juillet ; Formule 1 : Grand Prix automobile d'Allemagne 2014
- 25 juillet ; TUSCC : Brickyard Grand Prix 2014
- 27 juillet ; Formule 1 : Grand Prix automobile de Hongrie 2014

### Août
- 1er au 3 août ; WRC : Jari-Matti Latvala et Miikka Anttila remportent le Rallye de Finlande 2014
- 3 août ; WTCC : José María López remporte les deux courses de la Race of Argentina 2014
- 10 août ; TUSCC : Road America 2014
- 22 au 24 août ; WRC : le Rallye d'Allemagne 2014 est remporté par Thierry Neuville et Nicolas Gilsoul qui offrent une première victoire en WRC à la Hyundai i20 WRC.
- 24 août ; Formule 1 : Grand Prix automobile de Belgique 2014
  - TUSCC : VIR 2014
- 29 août ; décès de Björn Waldegård
- 30 août ; décès de Philippe Gurdjian
- 31 août ; l'australien Will Power remporte le titre en IndyCar Series 2014

### Septembre
- 7 septembre ; Formule 1 : Grand Prix automobile d'Italie 2014
- 12 au 14 septembre ; WRC : Sébastien Ogier et Julien Ingrassia remportent le Rallye d'Australie 2014
- 13 septembre ; Formule E : Beijing E-Prix 2014-2015
- 14 septembre ; WTCC : Race of Beijing, China 2014. Tom Chilton remporte la première course et dans la seconde, Robert Huff offre à Lada Sport sa première victoire dans la compétition.
  - DTM : Pascal Wehrlein remporte la course de l'EuroSpeedway Lausitz et Marco Wittmann décroche son premier titre dans la discipline
- 20 septembre ; WEC : 6 Heures du Circuit des Amériques 2014
  - TUSCC : Circuit des Amériques 2014
- 21 septembre ; Formule 1 : Grand Prix automobile de Singapour 2014

### Octobre
- 3 au 5 octobre ; WRC : Jari-Matti Latvala et Miikka Anttila remportent le Rallye d'Alsace 2014
- 4 octobre ; TUSCC : Jordan Taylor, Ricky Taylor et Max Angelelli remportent le Petit Le Mans 2014. João Barbosa et Christian Fittipaldi remportent le championnat ainsi que le titre en North American Endurance Championship.
- 5 octobre ; Formule 1 : Grand Prix automobile du Japon 2014
- 12 octobre ; Formule 1 : Grand Prix automobile de Russie 2014
  - WEC : 6 Heures de Fuji 2014
  - WTCC : Race of China, Shanghai 2014. José María López remporte la première course et La deuxième course est remportée par Mehdi Bennani qui offre à Honda sa première victoire de la saison.
- 18 octobre ; Formule E : Putrajaya E-Prix 2014-2015
- 24 au 26 octobre ; WRC : le Rallye de Catalogne 2014 est remporté par Sébastien Ogier et Julien Ingrassia. Ils sont sacrés pour la deuxième fois champion du monde des rallyes dans les catégories pilote et copilote.
- 26 octobre ; WTCC : José María López remporte la première course de la JVC Kenwood Race of Japan 2014 et obtient le titre de champion du monde. La deuxième course est remportée par Gabriele Tarquini.

### Novembre
- 2 novembre ; Formule 1 : Grand Prix automobile des États-Unis 2014
  - WEC : 6 Heures de Shanghai 2014
- 9 novembre ; Formule 1 : Grand Prix automobile du Brésil 2014
- 14 au 16 novembre ; WRC : Rallye de Grande-Bretagne 2014
- 15 novembre ; WEC : 6 Heures de Bahreïn 2014
  - Formule E : Rio E-Prix 2014-2015
- 16 novembre ; WTCC : Guia Race of Macau 2014
- 23 novembre ; Formule 1 : Grand Prix automobile d'Abou Dabi 2014
- 30 novembre ; WEC : 6 Heures de São Paulo 2014

### Décembre
- 13 décembre ; Formule E : Punta del Este E-Prix 2014-2015

## Décès
- 5 janvier : Brian Hart, pilote automobile britannique et fondateur de Brian Hart Limited[3].
- 21 janvier : Tony Crook, pilote automobile britannique[4]
- 15 mars : Luca Moro, pilote automobile italien[5]
- 16 mars : Gary Bettenhausen (en), pilote automobile américain[6]
- 18 avril : Giorgio Pianta, pilote automobile italien, (° 11 juillet 1935).
- 21 avril : Herbert Stenger, pilote automobile allemand[7] (° 11 janvier 1948).
- 27 avril : Harry Firth (en), pilote automobile australien[8]
- 2 mai : Nigel Stepney, mécanicien britannique de Formule 1 et manager du JRM Racing[9]
- 19 mai : Jack Brabham, pilote automobile australien[10]
- 29 août : Björn Waldegård, pilote automobile suédois
- 30 août : Philippe Gurdjian, promoteur et organisateur
- 31 août : Jonathan Williams, pilote automobile britannique
- 18 septembre : Earl Ross, pilote automobile canadien et premier étranger à remporter une course de NASCAR.
- 5 octobre : Andrea De Cesaris, ancien pilote automobile italien de Formule 1
- 19 décembre,  Dieter Schornstein, pilote automobile allemand, (° 28 juin 1940).